# Homer – Maxi Obr
Homer – Maxi Obr (v anglickém originále Homer to the Max) je 13. díl 10. řady (celkem 216.) amerického animovaného seriálu Simpsonovi. Scénář napsal John Swartzwelder a díl režíroval Pete Michels. V USA měl premiéru dne 7. února 1999 na stanici Fox Broadcasting Company a v Česku byl poprvé vysílán 23. ledna 2001 na stanici ČT1.

## Děj
Rodina Simpsonových sleduje pilotní díl seriálu Policisté, jenž pojednává o dvojici elegantních a šviháckých detektivů – Lanci Kaufmanovi a Homeru Simpsonovi. Homer je potěšen pozitivní pozorností, které se mu dostává od obyvatel městečka, protože sdílí jméno hlavní postavy, stejně jako její osobnost, přestože mu rodina tvrdí, že jde jen o náhodu. 
Po pilotním díle je však postava Homera Simpsona přepsána na Lanceova obézního a neschopného, komického pomocníka, který si plete program Hračky pro zbraně se „zbraněmi pro hračky“ a zásilku inzulínu policejního náčelníka s nelegálními drogami. Také pronáší bezduchou hlášku „Uh-oh! SpaghettiOs!“, což vede k tomu, že se Homerovi obyvatelé Springfieldu posmívají. Ponížený Homer apeluje na producenty, aby postavu změnili zpět, ti to však odmítají. Poté, co se neúspěšně pokusí zažalovat společnost za nesprávné použití svého jména, si Homer legálně změní jméno na Maxi Obr. I když negativní pozornost pomine, Marge je nešťastná, že si Homer změnil jméno, aniž by se s ní poradil. 
S jeho novou identitou přichází i obrovská změna v přístupu, protože Maxi Obr je mnohem průbojnější a svobodomyslnější, než byl Homer. Maxi Obr si u všech vynucuje respekt, vyžaduje, aby se o něm mluvilo jako o „panu Obrovi“, a tvrdí, že je také sexuálně silnější. 
Při nakupování v Costington's – kde by Homer nikdy nenakupoval, ale Maxi Obr tam nakupuje pravidelně – se Maxi Obr seznámí s úspěšným podnikatelem Trentem Steelem. Trent i přes Marginy výhrady pozve Maxi Obra a celou rodinu na zahradní párty, kde se setkají s mnoha slavnými lidmi, ale Maxi Obr zjistí, že párty je záminkou k záchraně sekvojového lesa před zničením. Po cestě s hosty večírku do lesa se Maxi Obr, Marge a všichni ostatní připoutají řetězy ke stromům, aby zabránili buldozerům v jejich stržení. Přijíždí springfieldská policie a Eddie s Louem pronásledují Maxi Obra kolem jeho stromu a snaží se ho „omámit“ palcátem. Když Maxi Obr obchází sekvoj, řetěz se do ní zařízne, a tak sekvoj spadne a povalí všechny ostatní stromy, čímž Maxi Obr rozzlobí své nově nalezené přátele, a tak si později změní jméno zpět na Homera Simpsona.

## Produkce
Autoři seriálu si přečetli v novinách článek o lidech se slavnými jmény a vymysleli způsob, jak by mohl být ovlivněn Homerův život, kdyby v televizi viděl někoho s jeho jménem. Při vytváření televizní postavy Homera Simpsona se produkční štáb rozhodoval, zda má být postava „cool“ po celou dobu epizody, nebo zda má být od začátku idiot. Štáb se rozhodl použít oba způsoby a nechat ho stát se idiotem poté, co byl v první epizodě nového programu viděn jako skvělý. Klobouk, který má Homer na hlavě při procházce obchoďákem, je parodií na klobouk, který vlastní Woody Allen. Ron Hauge, producent seriálu Simpsonovi, navrhl jméno Maxi Obr (v původním znění Max Power) svému příteli, který si chtěl změnit jméno. Jeho kamarád ho však nepřijal. Epizoda také inspirovala bratrance Toma Martina, aby pojmenoval svého syna jménem Max Power. V jedné scéně z epizody Ned Flanders komentuje, že v kreslených seriálech se snadno mohou měnit hlasy postav; aby se posílil vtip pro jeho jedinou repliku dialogu, Flanderse namísto jeho stálého dabéra Harryho Shearera namluvil stálý člen obsazení Simpsonových Karl Wiedergott.

## Kulturní odkazy
Televizní pořad Policisté je parodií na seriál Miami Vice. V jednom z nových televizních pořadů vystupuje Archie Bunker v pořadu All in the Family. Homer navrhuje soudci Snyderovi jako své nové jméno jména Hercules Rockefeller, Rembrandt Q, Einstein a Handsome B. Wonderful. Píseň „Max Power“ se zpívá na melodii „Goldfinger“, znělku z filmu o Jamesi Bondovi Goldfinger. Herci Woody Harrelson a Ed Begley ml., prezident Bill Clinton a producenti Lorne Michaels, Brian Grazer a Jerry Bruckheimer jsou zobrazeni na večírku (Grazerův vzhled je totožný s jeho hostující rolí z dílu Dojezdy pro hvězdy, zatímco Bruckheimer, který pro seriál nenatočil hlasové cameo, je hubený muž s plnovousem stojící vedle Grazera a oblečený ve světlém sportovním saku přes obyčejné tričko). Policejní pokus o „stěr“ protestujících je narážkou na několik incidentů z roku 1997, kdy zástupci šerifa v kalifornském okrese Humboldt stříkali pepřový sprej do očí protestujících ekologických aktivistů. Herec Jeremy Piven je v této epizodě zmíněn Homerem, který se ptá producentů Policistů „Kdo je Jeremy Piven?“, na což mu odpoví „Nevíme.“.

## Přijetí
V týdnu od 1. do 7. února 1999 se díl umístil na 39. místě v týdenní sledovanosti s ratingem 8,5.
Od svého odvysílání získala tato epizoda od televizních kritiků smíšené hodnocení. 
Autoři knihy I Can't Believe It's a Bigger and Better Updated Unofficial Simpsons Guide, Warren Martyn a Adrian Wood, napsali, že ačkoli byl díl „vtipný na všech správných místech, jedná se o epizodu dvou odlišných příběhů, z nichž ani jeden se nespojuje dohromady. Celá ta část s Edem Begleyem mladším zachraňujícím les se zdá být přilepená, jako by tomu, jak Homer zjistil, že jeho jméno je zneužíváno (opět odstíny Mistra Leska?), došla pára. Není to špatná podívaná, spíš taková ‚No a co?‘.“
Robert Canning ze serveru IGN udělil epizodě hodnocení 7,7/10, přičemž poznamenal, že „má řadu opravdu vtipných scén a zapamatovatelných hlášek“, ale celkově „děj neměl kam směřovat a závěrečná polovina třetí části je naprostou ztrátou času“.
Morgan Larrick z About.com při hodnocení 10. série označil Homera – Maxi Obra jako „jednu z nejnezapomenutelnějších epizod“.